# 蘇哈馬亞奇卡
49°13′5″N 34°27′10″E / 49.21806°N 34.45278°E
蘇哈馬亞奇卡（烏克蘭語：Суха Маячка），是烏克蘭中部的村莊，隸屬波爾塔瓦州的波爾塔瓦區。該村分別距離奧博羅納拉德2.5公里和科丘別伊夫卡3公里，面積2.99平方公里，海拔高度81米，2001年人口490。